# Gypsophila pacifica
Gypsophila pacifica är en nejlikväxtart som beskrevs av Vladimir Leontjevitj Komarov. Gypsophila pacifica ingår i släktet slöjor, och familjen nejlikväxter. Inga underarter finns listade i Catalogue of Life.